# James O'Shaughnessy
James Richard O'Shaughnessy, baron O'Shaughnessy (né le 26 mars 1976), est un homme politique conservateur britannique et membre de la Chambre des lords. 

## Biographie
D'origine irlandaise, il fait ses études dans le Berkshire à la Claires Court School puis au Wellington College. O'Shaughnessy va au St Hugh's College d'Oxford pour étudier Philosophie, politique et économie, et est diplômé en 1998 avec un MA. 
Ancien assistant à Downing Street, il est conseiller politique du premier ministre David Cameron de mai 2010 à octobre 2011. 
Créé pair à vie le 1er octobre 2015, il prend le titre de baron O'Shaughnessy, de Maidenhead dans le comté de Berkshire, avant d'être nommé sous-secrétaire d'État parlementaire au ministère de la Santé et des Affaires sociales et comme Lord-in-waiting (Whip du gouvernement à la Chambre des lords) le 21 décembre 2016. Il démissionne le 31 décembre 2018 en raison de «circonstances familiales». 